# フェラーリ・599XX
599XXは、イタリアのフェラーリが599GTBフィオラノをベースに開発したサーキット走行専用車である。レースへの参加や公道走行はできない。フェラーリにとっての技術実験車の役割も担う。

## 概要

### 599XX
FXXのニューモデル開発プログラムと並行して行われる「599XXプログラム」専用のマシンで、2009年に599GTBフィオラノをベースとしてジュネーブ・ショーで発表された。日本では、「フェラーリ・フェスティバル・ジャパン2009」の会場である富士スピードウェイのパドックに作られた専用のテントで、「FXX」のオーナーをはじめとした限られたオーナーのみに公開された。
2010年から599XXプログラムがスタートし、カスタマーはFXX同様フェラーリのコルセ・クリエンティ部門によるフルサポートプログラムを受けられ、バーチャルレースエンジニア（車両パフォーマンスインデックス）と呼ばれる、車両パフォーマンスをリアルタイムで表示する計器（データロガー）でデータを抽出される。

### 599XX EVO
2011年11月にムジェロ・サーキットで行われた「フィナーリ・モンディアーリ」で、進化版の「599XXエボリューション・パッケージ」が、限られた顧客向けのシークレット・プレビューにて公開され、12月に開催された「ボローニャ・モーターショー」で一般公開された。
その後2012年3月に鈴鹿サーキットで開催された「フェラーリ・レーシング・デイズ・鈴鹿2012」において世界初の公開走行が行われた。
空力や排気系などを中心にモディファイを受け、電動可変式リヤウイングなど多数のエアロデバイスが付けられた。なお同バージョンは、既存のモデルへのレトロフィットが提供されるほか、新規での生産も行われると発表されている。

## 特徴・機構

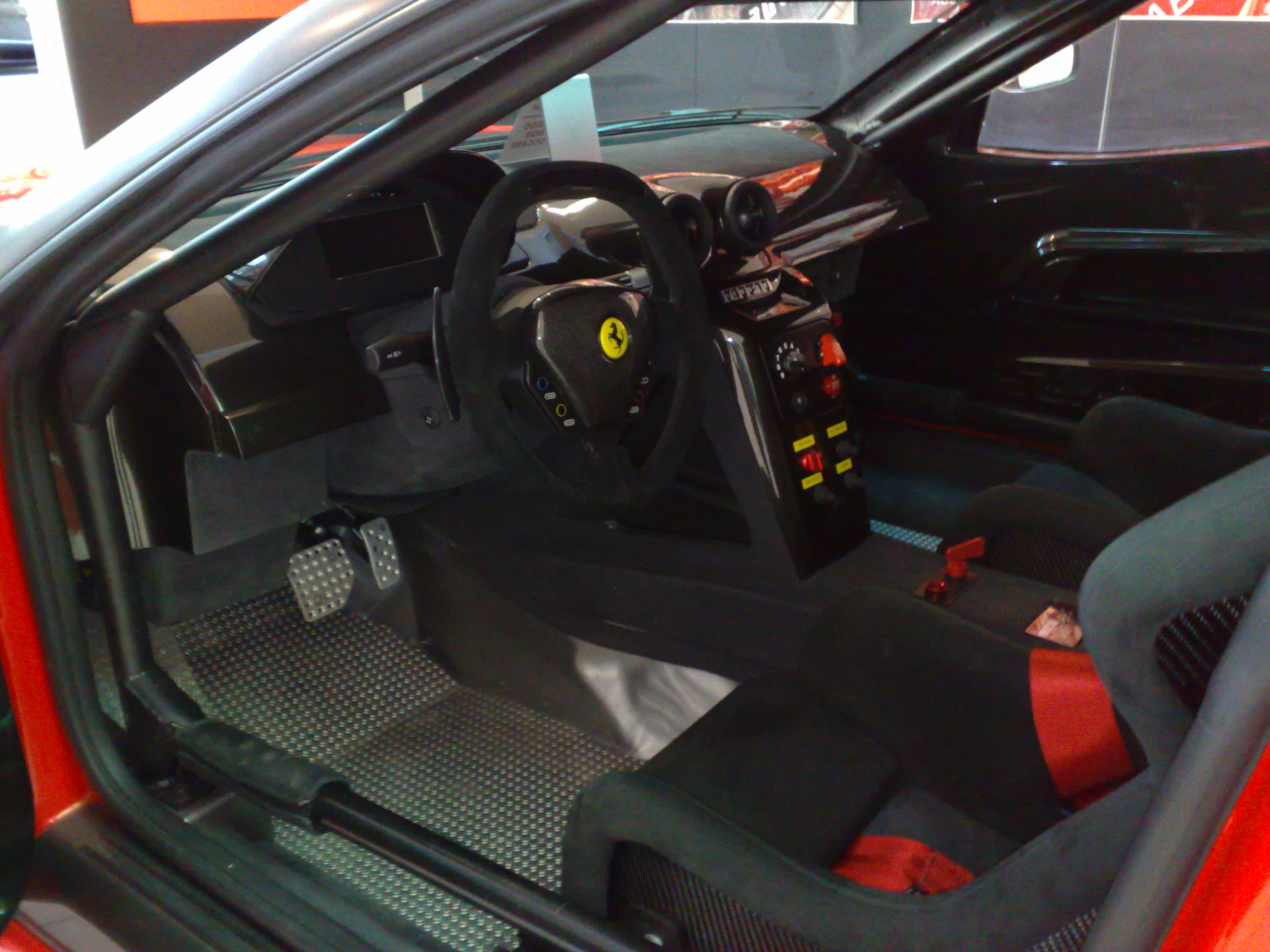
インテリア

ボディはアルミニウム製スペースフレームを基本構造とし、軽量化と剛性の確保のためCFRP（カーボン素材）が使われた。リヤセクションCピラーには、F1マシンではお馴染みのカナードが設けられた。左右の元テールライト部は、アンダーボディを通過するエアを2個のファンによって強制的に排出させるため、筒状のエアアウトレットになっている。
走行中に変化する車体の姿勢に応じて不安定になる空力性能だが、アンダーボディを通過したエアを2個のテールライト部、ディフューザー部から排出させ、常に最適量のダウンフォースを得る、ACTIFLOW（アクティフロー）というシステムを実現している。このギミックは599XXが初搭載になる。
599GTBフィオラノの排気量設定はそのままに、構成部品のチューニングによって700PS/9,000rpmという高回転での高出力を生み出す5,999ccの65度V型12気筒DOHCエンジンを搭載。FXX比では100馬力低い。トランスミッションは、599GTBフィオラノのF1スーパーファストをベースに改良され、最短で60m秒でギアチェンジを行なうことができる。
タイヤはミシュラン製のレーシングスリックタイヤを装着している。ホイールとタイヤはフロントが11J×19+29/67R19、リヤが11J×19+31/71R19に設定されている。ブレーキディスクとホイールリムの一部は、F1マシンにも使用されたドーナツカバーで覆われている。
ルーフはカーボン製。メーター類はデジタル式。ダッシュボードパネルやセンターコンソールパネルはすべてカーボン製。ウインドウはスライド式。ドアミラーもカーボン製でステーは1本になっている。ブレーキはCCM（カーボン・セラミック・ディスク）とカーボン素材を導入した小型キャリパーが組み合わされる。サイドブレーキは装備されていない。

## サーキット・タイム
フェラーリのホームコースであるフィオラノサーキットでは、1分17秒というラップタイムをマークする。
これはFXXよりも1秒速く、FXX エボルツィオーネにあと1秒というラップタイムであった。
ニュルブルクリンクのラップタイムは6分58秒16。